# Емилия Илиевска
Емилия Илиевска (на македонска литературна норма: Емилија Илиевска) е съдийка от Северна Македония.

## Биография
Родена е на 28 октомври 1962 година в столицата на Народна република Македония Скопие. Завършва право в Юридическия факултет на Скопския университет на 27 март 1987 година. Работи като стажантка в Общинската прокуратура в Скопие в Общинския съд Скопие II от 1987 до 1989 година. След полагане на правосъден изпит в Скопие на 18 октомври 1989 година работи като сътрудник в Общински съд Скопие I до 1996 година. От 27 юни 1996 до 18 април 2007 година е съдийка в Основния съд Скопие I, а след това до 31 октомври 2007 година е съдийка в Основния съд Скопие II. Работи като съдийка в Административния съд от 31 октомври 2007 година до 13 септември 2010 година, когато е избрана за съдийка във Върховния съд на Република Македония.